# Hospital Clínic de Barcelona
|  | Aquest article tracta sobre l'Hospital Clínic de Barcelona. Si cerqueu el de la ciutat de València, vegeu «Hospital Clínic Universitari (València)». |

L'Hospital Clínic de Barcelona, oficialment Hospital Clínic i Provincial de Barcelona, és un hospital universitari de la Facultat de Medicina, inaugurat el 23 de desembre de 1906 amb una capacitat per 400 pacients, part dels quals es van traslladar des de l'Hospital de la Santa Creu. Forma part de la Xarxa d'Hospitals d'Utilització Pública de Catalunya (XHUP), creada el 1985, i des del 2008 pertany a la Generalitat de Catalunya. La seva activitat assistencial es veu complementada per la seva dedicació a la docència i a la recerca mèdica, essent pioner en diverses intervencions quirúrgiques practicades a l'Estat i un dels més importants en producció científica.

## Història
Al tombant del segle xx, la recerca mèdica catalana estava en ple apogeu. Aquesta etapa havia començat el 1880 al voltant de la Facultat de Medicina de l'Hospital de la Santa Creu. Al colomar del recinte el metge Jaume Pi i Sunyer va crear el 1885 el primer laboratori de la Facultat i hi posà al capdavant el biòleg Ramon Turró Darder.

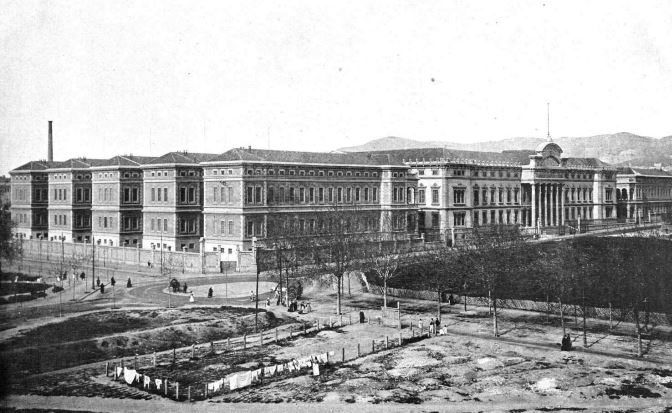
L'Hospital Clínic el 1904

Dos anys després, el 1887, es va fundar el Laboratori Municipal, especialitzat en la recerca bacteriològica. Aquell mateix any també iniciaria la seva estada a Barcelona l'històleg Santiago Ramón y Cajal. Aquesta mescla d'esdeveniments va permetre que Catalunya fos un centre neuràlgic en la investigació mèdica, especialment en els camps de la ginecologia, bacteriologia i fisiologia.
El claustre d'aquesta facultat va demanar a l'Estat la construcció d'un nou hospital universitari l'any 1879. La primera pedra del nou edifici fou posada l'any 1888, coincidint amb l'Exposició Universal de Barcelona. Tanmateix, el projecte, de l'arquitecte Josep Domènech i Estapà, es va aturar durant un anys. Finalment, les obres del nou hospital van concloure l'any 1901, i no va començar a funcionar fins 1906.
Simultàniament, els habitants de Barcelona vivien en unes condicions laborals i sanitàries molt precàries. Jornades laborals de fins a 11 o 12 hores per dia, absència de seguretat laboral, habitatges insalubres i apilonats, analfabetisme…

### Orígens
Per solucionar aquesta situació, gràcies a les gestions del metge Valentí Carulla i Margenat, l'administració va fer una inversió i el 1906 es va posar en marxa l'Hospital Clínic. Els pacients que s'atenien provenien de les classes populars: gent sense recursos que no es podia permetre anar a una consulta privada, com feien les classes benestants.
Al principi era un hospital humil: els metges no cobraven, les infermeres eren monges i els primers directors sovint havien de pagar part de les despeses per mantenir-lo en funcionament. De mica en mica, però, el centre va anar atraient cada cop facultatius més prestigiosos. Això es deu al fet que el Clínic era l'hospital de la Facultat de Medicina i s'hi feien pràctiques, ja fos a pacients malalts o estudiant l'anatomia dels difunts.

### Un hospital de referència
Durant els anys posteriors participaren en el Clínic científics com August Pi i Sunyer, Jesús Maria Bellido o Leandre Cervera Astor… que, a més a més del seu valor com a investigadors, també van potenciar l'hospital amb les seves connexions amb les noves institucions catalanes de la Mancomunitat de Catalunya, instaurada el 1914.

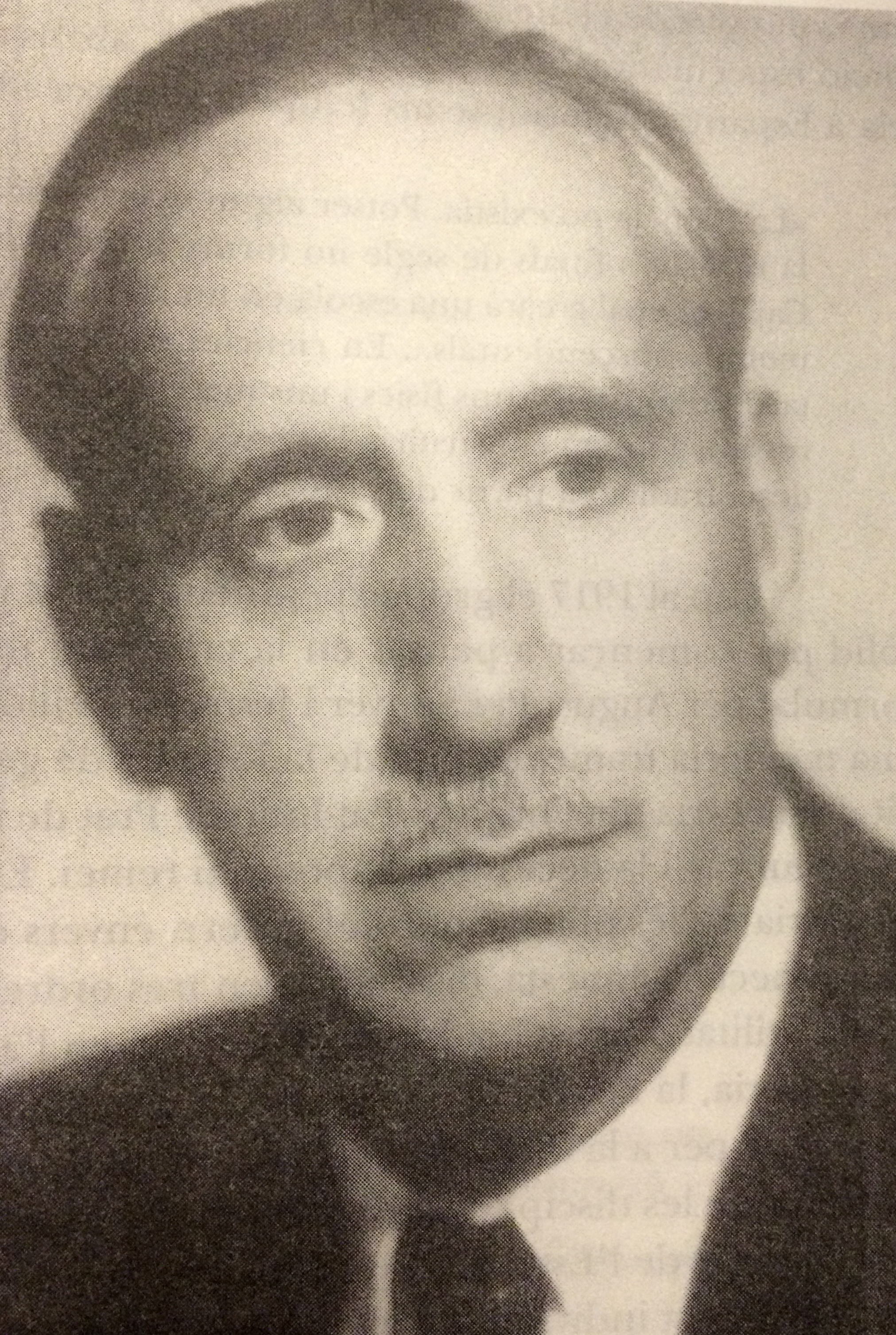
August Pi Sunyer seria una peça clau de l'entremat de personalitats del Clínic, introduint l'ús de l'electrocardiograma l'any 1912.

El 1911 es va fundar la secció de ciències de l'Institut d'Estudis Catalans, de la mà de Miquel Àngel Fargas, August Pi i Sunyer, Josep Maria Bofill i Pichot i Ramon Turró i Darder. Al Clínic, tots ells, van trobar unes instal·lacions perfectes per investigar i exercir la seva professió.
Un any després, el 1912, August Pi i Sunyer introduiria l'ús de l'electrocardiograma en els diagnòstics de malalties cardíaques.
Aprofitant aquest potencial, el 1921, Josep Puig i Cadafalch, president de la Mancomunitat de Catalunya, crearia l'Institut de Fisiologia, el primer centre de recerca biomèdica i predecessor de l'actual Institut d'Investigacions Biomèdiques August Pi i Sunyer (IDIBAPS).
Durant la dècada dels 20 i dels 30, cada vegada que hi havia una innovació important mèdica, el Clínic ràpidament l'adoptés. Un cas destacable fou el de la introducció de la insulina. Rossend Carrasco i Formiguera, germà del polític Manuel Carrasco i Formiguera, gaudia d'una beca de la Mancomunitat estudiant a la Universitat Harvard. Durant la seva estada, Frederick Banting i Charles Best investigaven el funcionament del pàncrees i els faltava poc per identificar la insulina, després de fer la descoberta, la van presentar en una conferència de la Societat Fisiològica Americana. Quan el metge català va retornar a Catalunya va col·laborar amb Pere González, farmacèutic del Laboratori Municipal, i van obtenir les primeres dosis d'insulina, que poc després les injectarien, per primer cop a Europa, a un pacient diabètic humà (Francesc Pons, de 20 anys).
Durant aquests anys, les especialitats en què destacava el Clínic eren la investigació, fisiològica i bioquímica, del sistema digestiu, hormonal i nerviós de les funcions nutricionals. També destacava en la ginecologia i obstetrícia, col·laborant a reduir les elevades xifres de mortalitat infantil i postpart que hi havia en aquella època. Juntament amb la Casa de Maternitat i els serveis municipals de maternologia, que es beneficiaven dels avenços del Clínic, aquesta causa de mort per a nens i mares disminuiria de forma important.
Per altra banda, des de la Primera Guerra Mundial, també s'hi va desenvolupar un important servei de traumatologia. En aquesta branca del Clínic s'hi tractaven les fractures, que eren força habituals per les condicions laborals del moment. A diferència d'altres branques de la medicina, com la cirurgia, la traumatologia estava força estancada des de la Gran Guerra. Fou després de la Guerra del Rif que un metge militar català que hi havia agafat experiència, Joaquim Trias i Pujol, va decidir millorar-ne la praxis. Amb un altre metge, Jimeno Vidal, van viatjar a Viena a visitar un expert en la matèria, el doctor Buhler, i quan van tornar van organitzar el primer dispensari de traumatologia de l'Estat espanyol, a partir del qual, de mica en mica, s'establirien diferents especialitats.
El 1935, sota la direcció de Moisès Broggi, també es crearia el primer servei d'urgències de tot l'Estat espanyol. Les dificultats del projecte de Broggi van ser importants, ja que en aquella època tenir un equip de cirurgians a punt les 24 hores del dia era molt costós.

### El Clínic en temps de guerra
Amb el cop d'estat del 18 de juliol al Clínic s'hi van enviar els ferits dels combats de Barcelona. El 1936 l'hospital ja funcionava a ple rendiment, però tot i així, amb el mètode del moment, era impossible fer una transfusió sanguínia a tots els ferits que es dessagnaven. Fins aleshores, les transfusions de sang eren directes, de persona a persona. Per solucionar aquest problema, el doctor Frederic Duran i Jordà va desenvolupar un nou sistema.
Fent una crida per la ràdio, una multitud de donants de sang es va presentar al carrer Provença núm. 10 a donar sang pels ferits. L'equip sanitari extreia la sang i cada 6 donants d'un mateix grup sanguini, la mesclaven i l'emmagatzemaven. Aleshores amb tubs de vidre del doctor Grífols s'enviaven dins d'un camió refrigerador cap al front, posant-la a disposició dels sanitaris de guerra. Gràcies a aquesta innovació, que posteriorment Duran i Jordà exportaria al Regne Unit abans de la Segona Guerra Mundial, s'evitarien milers de morts per dessagnament.
Per altra banda, durant els enfrontaments de la Guerra Civil Espanyola també morien molts homes abans d'arribar als hospitals per culpa de ferides lleus que no es tractaven directament al camp de batalla. Moisès Broggi, que havia adquirit experiència en aquest tipus de ferides durant la seva estada al servei d'urgències que havia creat, va demanar permís per crear un hospital a prop de la batalla. Quinze dies després se li va donar permís i es va muntar la primera sala d'operacions mòbil, construït a partir d'un vehicle Renault. Aquest sistema també s'utilitzaria posteriorment durant la Segona Guerra Mundial, especialment entre els aliats, que generalitzarien l'hospital de front.

### La depuració franquista
Durant la Guerra Civil Espanyola els metges catalans van encapçalar la innovació en el camp de la sanitat militar a nivell mundial. Però tot es va estroncar amb la victòria feixista. La ideologia de molts d'aquests pioners (catalanistes, republicans…) va provocar que, els que no havien fugit, fossin ràpidament depurats pel règim totalitari franquista. La major part del personal insubstituïble que s'havia amassat es va veure forçat a l'exili o fou expulsat de l'hospital per la nova administració; havent de treballar per a clíniques o hospitals privats.
La plaça de Pi i Sunyer va ser cedida a Juan Jiménez Vargas, un excombatent franquista sense cap mena de categoria en el camp de la medicina. Jiménez Vargas va procurar destruir el màxim de documentació sobre la Societat Catalana de Biologia i els mèrits que havien aconseguit els metges que havien posat al capdavant de la recerca científica el Clínic.

### La recuperació
A partir dels anys seixanta el Clínic començaria a recuperar part del talent perdut després de la guerra. Per exemple s'hi faria el primer discurs en català des de l'acabament del conflicte, per Josep Alsina Bofill, a la Reial Acadèmia de Medicina.
Però no seria fins a l'any 1976 que el Clínic no reprendria la seva tasca capdavantera en la innovació mèdica. Aquell any se celebraria el Congrés de Metges i Biòlegs de Llengua Catalana a Perpinyà i també es realitzaria amb èxit el primer trasplantament de medul·la òssia al·logènic de l'Estat espanyol, pel doctor Ciril Rozman. Pocs anys més tard, el 1983 s'hi efectuaria el primer trasplantament de pàncrees de l'Estat espanyol, realitzat per l'equip de Laureano Fernández-Cruz.

### Actualitat
El 5 de març de 2023 va patir un greu atac informàtic del tipus ransomware que va segrestar més de 4 terabytes de dades. El grup de delinqüents en va demanar un rescat de 4,5 milions d'euros. El novembre de 2024 l'Autoritat Catalana de Protecció de Dades va fer efectiva una sanció que, tot i no ser econòmica, obligava l'entitat a adaptar i millorar els seus protocols i eines de seguretat.

## Seu
Es troba entre els carrers de Villarroel, Còrsega, Casanova i Provença, a l'Esquerra de l'Eixample. El conjunt té forma d'«U» i a l'interior hi ha l'edifici de la Facultat de Medicina de la Universitat de Barcelona, amb la que forma una unitat funcional. Als seus voltants hi ha una desena de línies d'autobús i l'estació Hospital Clínic de la línia 5 del metro de Barcelona. Disposa, a més, d'una parada de taxis.
Davant del gran creixement de l'Hospital en les darreres dècades, fins als 100.000 m² actuals, l'entitat pretenia no marxar i quedar-se al barri, idealment amb una ampliació al recinte de l'Escola Industrial, tot i que també es va estudiar el recinte firal de Montjuïc. Tanmateix, això va comptar amb l'oposició frontal de la Federació d'Associacions Veïnals de Barcelona (FAVB) i el projecte de superilla de l'Eixample. El gener de 2023 es va produir l'acord entre l'entitat i les diferents administracions per a traslladar-la a les pistes poliesportives de la UB al Campus de la Diagonal, al districte de Les Corts, que permetrà una ampliació fins als 290.000 m².

## Recerca
L'Hospital Clínic de Barcelona té una llarga tradició en recerca, essent una institució de referència a nivell internacional. L'Institut d'Investigacions Biomèdiques August Pi i Sunyer (IDIBAPS) és responsable de la major part de la producció científica. La gestió i administració dels projectes d'investigació es porten a terme a través de la Fundació Clínic per a la Recerca Biomèdica (FCRB).

## Facultatius
Hi han passat alguns dels facultatius més rellevants de la història recent de la medicina catalana: 
- August Pi i Sunyer, que el va convertir en un centre d'investigació de primera línia als anys 1920.
- Moisès Broggi, cirurgià al front de l'únic servei d'urgències hospitalàries en actiu durant la Guerra Civil espanyola.
- Josep Maria Gil-Vernet i Vila, fou l'artífex (juntament amb Antoni Caralps Riera, Jeroni Alsina i Carles Torner), del primer trasplantament de ronyó amb èxit d'Espanya l'any 1965.[19]
- Ciril Rozman, va realitzar el primer trasplantament alogènic de medul·la òssia a Espanya el 1976.
- Laureano Fernández-Cruz, juntament amb Gil-Vernet, va portar a terme el primer trasplantament de pàncrees el 1983.[20]
- Joan Rodés i Teixidor
- Josep Maria Gatell

## Institucions relacionades
- Institut d'investigacions biomèdiques August Pi i Sunyer (IDIBAPS).[21]
- Aula Clínic, centre de formació per a professionals sanitaris.[22]
- Barnaclínic, centre sanitari per a pacients privats.[23]
- CAP Casanova.[24]
- Institut de Salut Global (ISGlobal) Barcelona.[25]
- Donat l'elevat nombre de trasplantaments que es porten a terme al centre, l'hospital està vinculat a Transplant Services Foundation (TSF),[26] entitat dedicada a l'extracció i distribució d'òrgans i teixits tant a nivell nacional como internacional.